# Cétérach officinal
Asplenium ceterach
Espèce
Le Cétérach officinal (Asplenium ceterach) est une fougère de la famille des Aspleniaceae, à feuilles persistantes, découpées en lobes, qui forme des rosettes denses. La face inférieure des feuilles est recouverte d'écailles. Adaptée à la sécheresse (les feuilles s'enroulent) grâce à une aptitude à l'anhydrobiose et la reviviscence, c'est une plante commune des fentes des rochers (plante chasmophyte) et vieux murs calcaires (plante lithophyte).

## Synonyme
- Ceterach officinarum Willd., 1804.

## Description

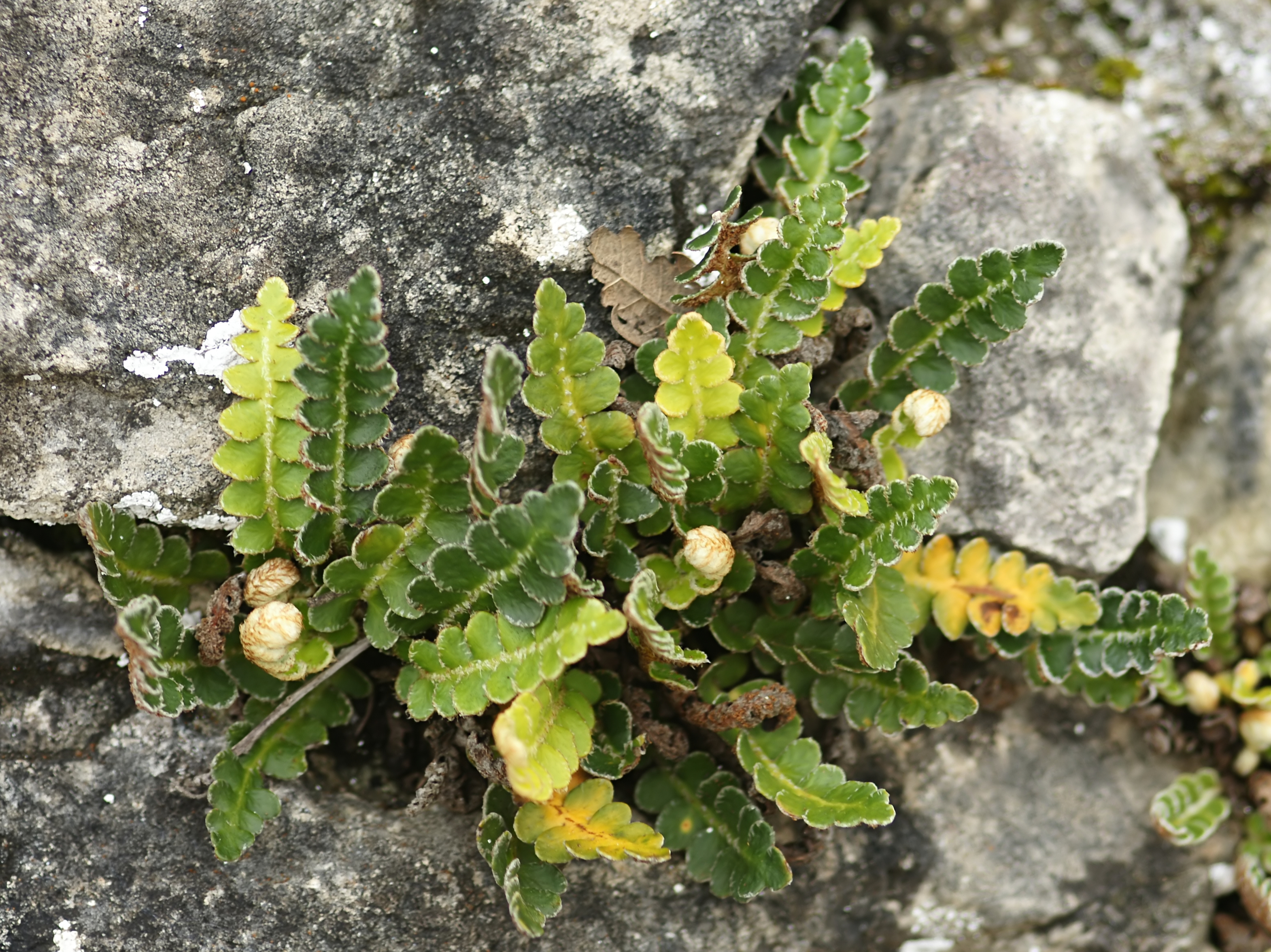
Frondes : aspect lors d'une humidité suffisante

### Appareil végétatif
Le cétérach officinal est une petite fougère vivace (5 à 20 cm), qui forme des touffes denses. Les frondes, qui persistent toute l'année, partent d'un rhizome court, dressé, écailleux. Elles sont allongées et découpées en lobes le plus souvent entiers, ovales ou subtriangulaires, soudés à leur base au rachis. La face inférieure des frondes est recouverte d'écailles, argentées lorsqu'elles sont immatures puis virant au brun-roux. Celles-ci participent à une adaptation poussée contre la sécheresse : par temps sec, les frondes s'enroulent et présentent les écailles, qui limitent l'évapotranspiration.

### Appareil reproducteur
Les sores, ou amas de sporanges, se situent sur la face inférieure des frondes (sous les écailles). De forme allongée, ils ne présentent pas d'indusie. Le mode de dissémination des spores est anémochore.

## Répartition géographique et habitat
Le cétérach officinal est très abondant en Eurasie, dans les régions aux hivers doux et dans les régions méditerranéennes. Cette petite fougère se fait plus rare dans le nord-est de la France. On la trouve cependant dans le sud de la Savoie[réf. nécessaire] (région de Modane) jusqu'à des altitudes comprises entre 1 100 et 1 600 m[réf. nécessaire] où elle supporte dans cette région des sécheresses et chutes de température considérables[réf. nécessaire]. Dans le parc du Mercantour, elle dépasse rarement 1 000 m d'altitude.
Le cétérach officinal vit le plus souvent dans les stations sèches et chaudes. On le rencontre plus généralement sur les rochers et les vieux murs secs et calcaires et également sur les roches volcaniques (basaltes)[réf. nécessaire] de la région Auvergne. On le trouve presque toujours au ras du sol dans des creux de roche dépassant à peine de l'herbe ou des fissures.

## Utilisations
Cette plante a été utilisée à des fins médicinales pour ses propriétés pectorales.